# Französisch Buchholz
Pronunciação
Französisch Buchholz, também chamada simplesmente de Buchholz, é uma localidade do município de Berlim pertencente ao bairro Pankow.

## História
Mencionado pela primeira vez em um documento em 1242 como Buckholtz, foi rebatizado como Buchholz em 1670, tornando-se propriedade de Frederico Guilherme I. Em 1685, após o édito de Potsdam, foi formada como uma colônia francesa, uma residência de huguenotes franceses. Município autônomo de Brandemburgo, chamado Berlin-Buchholz após 1913, foi incorporada a Berlim em 1920 pelo "Greater Berlin Act". Entre 1949 a 1990 pertenceu a Berlim Oriental.

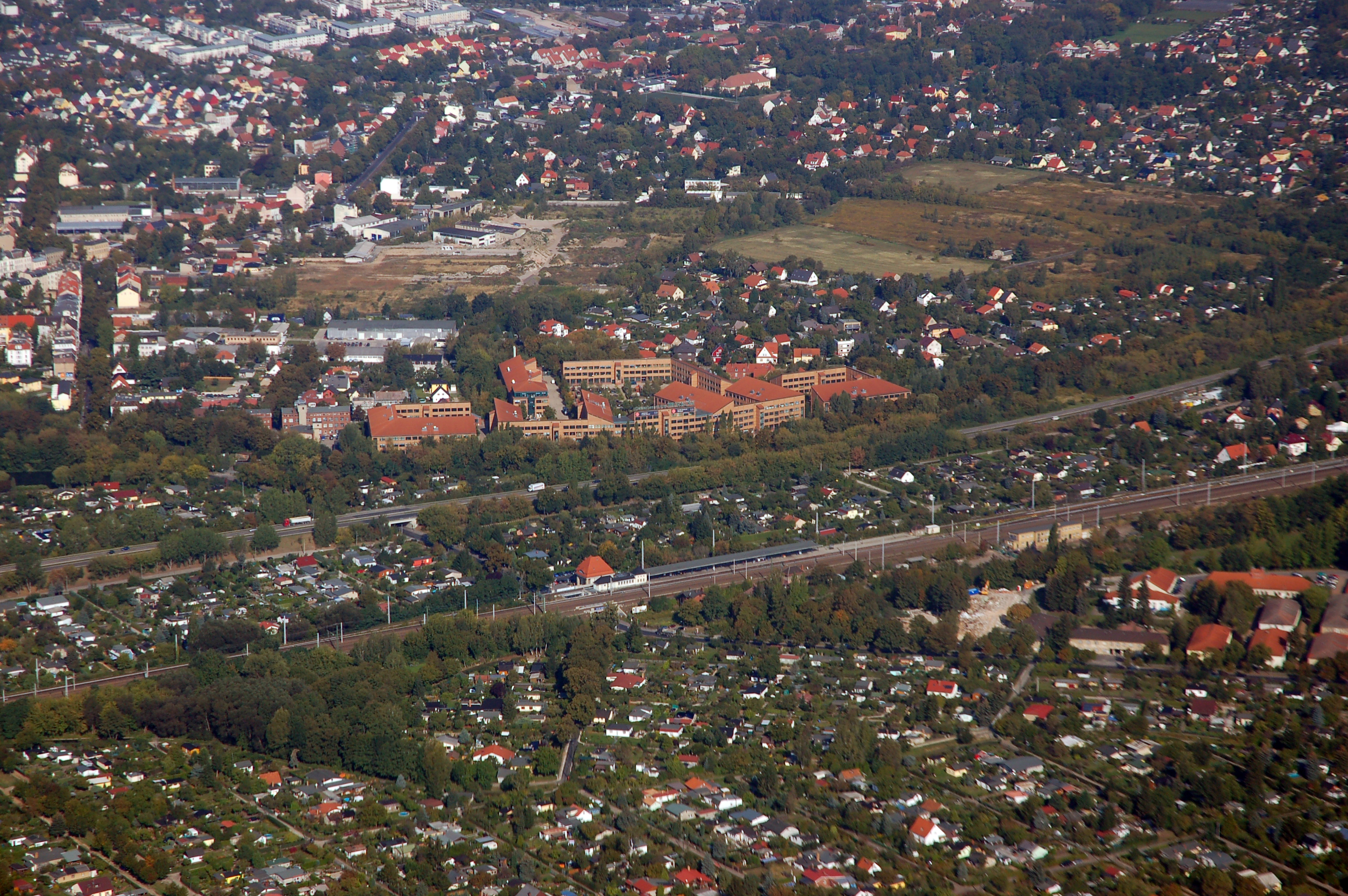
Vista aérea da localidade
Französisch Buchholz (2009).